# Lippia brachypoda
Lippia brachypoda là một loài thực vật có hoa trong họ Cỏ roi ngựa. Loài này được (Hayek) Tronc. mô tả khoa học đầu tiên năm 1980.